# Along the Border
Along the Border è un cortometraggio muto del 1916 scritto, diretto e interpretato da Tom Mix. Di genere western, il film, prodotto dalla Selig, aveva come altri interpreti Victoria Forde, Sid Jordan, Joe Ryan, Joe Simkins.

## Trama
Grace Williams, la figlia del proprietario di un ranch, è innamorata del ranger Tom Martin, scatenando così la gelosia di Buck Miller, un pretendente deluso e vendicativo che, in combutta con Delgado, un fuorilegge messicano, medita di catturare sia Grace che il padre della ragazza. Lei, riuscita a fuggire, corre a chiedere aiuto a Tom e ai suoi che arrivano in soccorso al vecchio Williams. I banditi, che si sono rifugiati in un ranch abbandonato, ingaggiano battaglia ma, tranne Delgado, trovano tutti la morte. Grace vede il messicano che cerca di salvarsi con la fuga e gli spara, uccidendolo sul colpo. I ranger trovano poi il vecchio Williams vivo e al sicuro nella cantina del ranch.

## Produzione
Il film fu prodotto dalla Selig Polyscope Company.

## Distribuzione
Distribuito dalla General Film Company, il film - un cortometraggio in una bobina - uscì nelle sale cinematografiche statunitensi l'8 aprile 1916.